# Carl Lindhe
Carl Wilhelm Lindhe, född 13 april 1876, död 26 november 1946, var en svensk cellist.
Lindhe blev 1899 medlem av Hovkapellet, anställdes 1912 som lärare i cello vid konservatoriet i Stockholm och utnämndes 1932 till professor i samma ämne. Han blev 1919 ledamot av Kungliga Musikaliska Akademien. Lindhe är begravd på Lidingö kyrkogård.